# Мідяшкино
Мідя́шкино (рос. Мидяшкино, марій. Мидашкансола) — присілок у складі Гірськомарійського району Марій Ел, Росія. Входить до складу Пайгусовського сільського поселення.

## Населення
Населення — 56 осіб (2010; 66 у 2002).
Національний склад (станом на 2002 рік):
- гірські марійці — 85 %